# 佐田千織
佐田 千織（さだ ちおり 1965年5月31日 - ）は日本の翻訳家。京都生まれ、大阪育ち。関西大学文学部史学・地理学科卒。1996年、タニス・リー「ゴルゴン」の共訳でデビュー。
日本推理作家協会会員。

## 翻訳
- 『恐竜』（DK, 同朋舎出版編集部編、同朋舎出版、ビジュアルディクショナリー10） 1994
- 『ゴルゴン : 幻獣夜話』（タニス・リー、木村由利子共訳、早川書房、ハヤカワ文庫FT） 1996
- 『魔法の猫』（ジャック・ダン,ガードナー・ドゾワ編、深町眞理子ほか訳、扶桑社 1998、のち扶桑社ミステリー)
- 『ダーク・シーカー』（K・W・ジーター、早川書房、ハヤカワ文庫SF) 1998
- 『幻想の犬たち』（ジャック・ダン,ガードナー・ドゾワ 編、福島正実ほか訳、扶桑社、扶桑社ミステリー） 1999
- 『ノストラダムス秘録』（シンシア・スターノウ,マーティン・H・グリーンバーグ編、大瀧啓裕ほか訳、扶桑社、扶桑社ミステリー） 1999
- 『精霊がいっぱい!』上・下（ハリイ・タートルダヴ、早川書房、ハヤカワ文庫FT） 1999
- 『伝説は永遠に : ファンタジィの殿堂 2』（ロバート・シルヴァーバーグ 編、幹遥子ほか訳、早川書房、ハヤカワ文庫 FT） 2000
- 『ホワイト・ボーン』（バーバラ・ガウディ、早川書房） 2000
- 『スペシャリストの帽子』（ケリー・リンク、金子ゆき子共訳、早川書房、ハヤカワ文庫FT） 2004
- 『ブラックジュース』（マーゴ・ラナガン、河出書房新社、奇想コレクション） 2008
- 『林檎の庭の秘密 』（サラ・アディソン・アレン、早川書房、ハヤカワ文庫 イソラ文庫） 2010
- 『アードマン連結体』（ナンシー・クレス、田中一江他訳、早川書房、ハヤカワ文庫SF） 2010
- 『ヴァンパイア・アース : 〈狼〉の道』（E・E・ナイト、早川書房、ハヤカワ文庫SF） 2010
- 『スティーヴ・フィーヴァー : ポストヒューマンSF傑作選 : SFマガジン創刊50周年記念アンソロジー』（山岸真編、共訳、早川書房、ハヤカワ文庫SF） 2010
- 『空の都の神々は 』（N・K・ジェミシン、早川書房、ハヤカワ文庫） 2011
- 『世界樹の影の都』（N・K・ジェミシン、早川書房、ハヤカワ文庫FT） 2012
- 『世界を変える日に』（ジェイン・ロジャーズ、早川書房、ハヤカワ文庫SF） 2013
- 『ラブスター博士の最後の発見』（アンドリ・S・マグナソン、東京創元社、創元SF文庫） 2014
- 『あなたは誰?』（アンナ・カヴァン、文遊社） 2015
- 『竜に選ばれし者イオン』上・下（アリソン・グッドマン、早川書房、ハヤカワ文庫FT） 2016

### 「真実の剣」シリーズ

#### 第1部
- 『魔道士の掟 1（探求者の誓い）』（テリー・グッドカインド、早川書房、ハヤカワ文庫FT） 2001
- 『魔道士の掟 2（魔法の地へ）』（テリー・グッドカインド、早川書房、ハヤカワ文庫FT） 2001
- 『魔道士の掟 3（裏切りの予言）』（テリー・グッドカインド、早川書房、ハヤカワ文庫FT） 2001
- 『魔道士の掟 4（結ばれぬ宿命）』（テリー・グッドカインド、早川書房、ハヤカワ文庫FT） 2001
- 『魔道士の掟 5（白く輝く剣）』（テリー・グッドカインド、早川書房、ハヤカワ文庫FT） 2001

#### 第2部
- 『魔石の伝説 1（冥界からの急襲）』（テリー・グッドカインド、早川書房、ハヤカワ文庫FT） 2002
- 『魔石の伝説 2（光の信徒）』（テリー・グッドカインド、早川書房、ハヤカワ文庫FT） 2002
- 『魔石の伝説 3（魔道士の務め）』（テリー・グッドカインド、早川書房、ハヤカワ文庫FT） 2002
- 『魔石の伝説 4（エイビニシアの虐殺）』（テリー・グッドカインド、早川書房、ハヤカワ文庫FT） 2002
- 『魔石の伝説 5（総司令官カーラン）』（テリー・グッドカインド、早川書房、ハヤカワ文庫FT） 2002
- 『魔石の伝説 6（予見師の宮殿）』（テリー・グッドカインド、早川書房、ハヤカワ文庫FT） 2002
- 『魔石の伝説 7（霊たちへの祈り）』（テリー・グッドカインド、早川書房、ハヤカワ文庫FT） 2002

#### 第3部
- 『魔都の聖戦 1（大将軍の野望）』（テリー・グッドカインド、早川書房、ハヤカワ文庫FT） 2003
- 『魔都の聖戦 2（夢魔の暗躍）』（テリー・グッドカインド、早川書房、ハヤカワ文庫FT） 2003
- 『魔都の聖戦 3（密使ムリスウィズ）』（テリー・グッドカインド、早川書房、ハヤカワ文庫FT） 2003
- 『魔都の聖戦 4（永遠の絆）』（テリー・グッドカインド、早川書房、ハヤカワ文庫FT） 2003

#### 第4部
- 『魔界の神殿 1 (運命の予言)』（テリー・グッドカインド、早川書房、ハヤカワ文庫FT） 2004
- 『魔界の神殿 2 (赤い月)』（テリー・グッドカインド、早川書房、ハヤカワ文庫FT） 2004
- 『魔界の神殿 3 (死せる子どもたち)』（テリー・グッドカインド、早川書房、ハヤカワ文庫FT） 2004
- 『魔界の神殿 4 (風を探して)』（テリー・グッドカインド、早川書房、ハヤカワ文庫FT） 2004
- 『魔界の神殿 5 (奇跡の呪文)』（テリー・グッドカインド、早川書房、ハヤカワ文庫FT） 2004

#### 第5部
- 『魔道士の魂 1 (消えゆく魔法)』（テリー・グッドカインド、早川書房、ハヤカワ文庫FT） 2005
- 『魔道士の魂 2 (不穏な再会) 』（テリー・グッドカインド、早川書房、ハヤカワ文庫FT） 2005
- 『魔道士の魂 3 (ダルトンの策略)』（テリー・グッドカインド、早川書房、ハヤカワ文庫FT） 2005
- 『魔道士の魂 4 (奪われた剣)』（テリー・グッドカインド、早川書房、ハヤカワ文庫FT） 2005
- 『魔道士の魂 5 (魂の召喚)』（テリー・グッドカインド、早川書房、ハヤカワ文庫FT） 2005

#### 第6部
- 『魔教の黙示 1 (ラール卿帰還せず)』（テリー・グッドカインド、早川書房、ハヤカワ文庫FT） 2006
- 『魔教の黙示 2 (忘却の彼方へ)』（テリー・グッドカインド、早川書房、ハヤカワ文庫FT） 2006
- 『魔教の黙示 3 (戦争と結婚) 』（テリー・グッドカインド、早川書房、ハヤカワ文庫FT） 2006
- 『魔教の黙示 4 (希望の消えた町)』（テリー・グッドカインド、早川書房、ハヤカワ文庫FT） 2006
- 『魔教の黙示 5 (自由を求めて)』（テリー・グッドカインド、早川書房、ハヤカワ文庫FT） 2007

#### 第7部
- 『魔帝の血脈 1 (悲劇の子ら)』（テリー・グッドカインド、早川書房、ハヤカワ文庫FT）  2007
- 『魔帝の血脈 2 (沼地の呪術師) 』（テリー・グッドカインド、早川書房、ハヤカワ文庫FT） 2007
- 『魔帝の血脈 3 (復讐をささやく声)』（テリー・グッドカインド、早川書房、ハヤカワ文庫FT） 2007
- 『魔帝の血脈 4 (宿命の邂逅)』（テリー・グッドカインド、早川書房、ハヤカワ文庫FT） 2008

#### 第8部
- 『魔宮の凶鳥 1 (砂塵のなかの影) 』（テリー・グッドカインド、早川書房、ハヤカワ文庫FT） 2008
- 『魔宮の凶鳥 2 (選ばれた民) 』（テリー・グッドカインド、早川書房、ハヤカワ文庫FT） 2008
- 『魔宮の凶鳥 3 (警告の砂時計) 』（テリー・グッドカインド、早川書房、ハヤカワ文庫FT） 2009
- 『魔宮の凶鳥 4 (三つの解毒薬) 』（テリー・グッドカインド、早川書房、ハヤカワ文庫FT） 2009
- 『魔宮の凶鳥 5 (戦いの決意) 』（テリー・グッドカインド、早川書房、ハヤカワ文庫FT） 2009